# Cienie pod powiekami
Cienie pod powiekami (duń. Skyggen i mit øje) – duński film wojenny z 2021 roku w reżyserii Ole Bornedala. 
Film trafił do kin w Danii 28 października 2021 roku. Platforma Netflix nabyła prawa do międzynarodowej dystrybucji filmu, gdzie ukazał się on pod tytułem The Bombardment pod koniec marca 2022 roku.

## Fabuła
Film przedstawia historię operacji Carthage – nalotu alianckiego lotnictwa na zajmowany przez gestapo budynek o nazwie Shellhus w centrum Kopenhagi pod koniec II wojny światowej oraz omyłkowego zbombardowania katolickiej szkoły, Instytutu Joanny d’Arc, w którym zginęło blisko stu duńskich cywilów, dorosłych i dzieci. Wątki oraz postacie fikcyjne przeplatają się z motywami historycznymi.

## Obsada
Źródło:
- Alex Høgh Andersen – Frederik, oficer HIPO
- Fanny Bornedal – siostra Teresa, nowicjatka
- Danica Curcic – matka Rigmora
- Alban Lendorf – Peter
- Caspar Phillipson – Batesona
- Patricia Schumann – dyrektor
- Morten Suurballe – lekarz
- James Tarpey – Andy
- Susse Wold – przeorysza
- Rikke Louise Andersson – matka Frederika
- Malene Beltoft Olsen – matka Evy
- Ester Birch – Rigmor
- Bertram Bisgaard – Henry
- Mathias Flint – kat
- Joen Højerslev – więzień
- Kristian Ibler – ojciec Evy
- Casper Kjær Jensen – Svend Nielsen
- Malena Lucia Lodahl – Greta
- Malthe Miehe-Renard – lekarz pogotowia ratunkowego
- Ella Nilsson – Eva
- Ida Procter – Jenny
- Mads Riisom – ojciec Rigmora
- Maria Rossing – matka Henry’ego
- Jens Sætter-Lassen – dozorca
- Inge Sofie Skovbo – siostra Hanna
- Nicklas Søderberg Lundstrøm – Truelsen

## Kontrowersje
W sekwencji otwierającej filmu znalazła się scena fikcyjnego ataku brytyjskiego samolotu de Havilland Mosquito na cywilny duński samochód przeprowadzonego omyłkowo przez pilota RAF-u, Petera Kleboe, który poległ w operacji Carthage, rozbijając się w pobliżu szkoły na początku akcji. Rodzina Petera Kleboe zażądała przeprosin od twórców w wydaniu jednej z największych duńskich gazet, „Berlingske” z 11 listopada 2021 roku oraz ponownego montażu filmu, ponieważ ich zdaniem przedstawia on ich przodka jako zabójcę niewinnych ludzi i obraża jego pamięć. Następnego dnia przedstawiciel wytwórni Miso Film oświadczył, że nie zamierzał łączyć fikcyjnego ataku z prawdziwymi osobami, że w filmie zostaną wprowadzone zmiany oraz że skontaktuje się z członkami rodziny. Jednak według eksperta filmowego Petera Schepelerna, rzadko zdarza się, aby film został zmieniony po premierze z powodu skarg dotyczących przedstawienia postaci historycznych.